# Terrazzo
Terrazzo – miejscowość i gmina we Włoszech, w regionie Wenecja Euganejska, w prowincji Werona.
Według danych na rok 2004 gminę zamieszkiwały 2384 osoby, 119,2 os./km².